# KHL Junior Draft 2012
Der KHL Junior Draft 2012 war der vierte Entry Draft der Kontinentalen Hockey-Liga und fand am 26. Mai 2012 in Tscheljabinsk statt. An der Veranstaltung nach nordamerikanischem Vorbild nahmen alle KHL-Teams teil. Es durften Spieler aus der ganzen Welt zwischen 17 und 21 Jahren ausgewählt werden.
An erster Position wählte der SKA Sankt Petersburg den Russen Denis Alexandrow. Insgesamt wählten die 26 Mannschaften 166 Spieler in fünf Runden aus.

## Ergebnisse

### Runde 1
| #  | Spieler               | Pos | Nationalität       | KHL-Team                  | Verein / Team                       |
| -- | --------------------- | --- | ------------------ | ------------------------- | ----------------------------------- |
| 1  | Denis Alexandrow      | D   | Russland           | SKA Sankt Petersburg      | PHK Krylja Sowetow Moskau           |
| 2  | Aleksander Barkov     | C   | Finnland/ Russland | Lokomotive Jaroslawl      | Tappara Tampere (SM-liiga)          |
| 3  | Rinat Walijew         | D   | Russland           | Ak Bars Kasan             | Ak Bars Kasan                       |
| 4  | Nikita Sadorow        | D   | Russland           | HK ZSKA Moskau            | HK ZSKA Moskau                      |
| 5  | Wiktor Baldajew       | D   | Russland           | Atlant Mytischtschi       | Kristall Saratow                    |
| 6  | Wladislaw Boiko       | F   | Russland           | HK ZSKA Moskau            | PHK Krylja Sowetow Moskau           |
| 7  | Radek Faksa           | C   | Tschechien         | Neftechimik Nischnekamsk  | Kitchener Rangers (OHL)             |
| 8  | Nikolai Goldobin      | F   | Russland           | Metallurg Nowokusnezk     | Witjas Tschechow                    |
| 9  | Rihards Bukarts       | LW  | Lettland           | Dinamo Riga               | Kapitan Stupino                     |
| 10 | Dmitri Judin          | D   | Russland           | HK Jugra Chanty-Mansijsk  | Sputnik Nischni Tagil               |
| 11 | Waleri Nitschuschkin  | D   | Russland           | HK Dinamo Minsk           | HK Traktor Tscheljabinsk            |
| 12 | Raman Hrabarenka      | D   | Belarus            | HK Dinamo Minsk           | Voltigeurs de Drummondville (QMJHL) |
| 13 | Rasmus Ristolainen    | D   | Finnland           | Amur Chabarowsk           | TPS Turku (SM-liiga)                |
| 14 | Tomáš Hertl           | D   | Tschechien         | Sewerstal Tscherepowez    | HC Slavia Prag (Extraliga (Cz))     |
| 15 | Stanislaw Sintschenko | ?   | Russland           | Barys Astana              | HK Awangard Omsk                    |
| 16 | Iwan Fischtschenko    | ?   | Russland           | Barys Astana              | HK Awangard Omsk                    |
| 17 | Madijar Ibraibekow    | D   | Kasachstan         | Barys Astana              | Barys Astana                        |
| 18 | Andrei Filonenko      | G   | Russland           | HK ZSKA Moskau            | HK ZSKA Moskau                      |
| 19 | Martin Gernát         | D   | Slowakei           | Salawat Julajew Ufa       | Edmonton Oil Kings (WHL)            |
| 20 | Sergei Stezenko       | ?   | Russland           | SKA Sankt Petersburg      | HK ZSKA Moskau                      |
| 21 | Michail Tichonow      | D   | Russland           | SKA Sankt Petersburg      | HK Rus Podolsk                      |
| 22 | Rusal Galejew         | LW  | Russland           | Ak Bars Kasan             | Ak Bars Kasan                       |
| 23 | Ville Pokka           | D   | Finnland           | HK Awangard Omsk          | Kärpät Oulu (SM-liiga)              |
| 24 | Ruslan Basanow        | D   | Russland           | HK Metallurg Magnitogorsk | HK ZSKA Moskau                      |
| 25 | Pawel Butschnewitsch  | ?   | Russland           | Metallurg Nowokusnezk     | Sewerstal Tscherepowez              |
| 26 | Juuso Ikonen          | C   | Finnland           | Metallurg Nowokusnezk     | Espoo Blues (SM-liiga)              |
| 27 | Artjom Kuleschow      | D   | Russland           | Torpedo Nischni Nowgorod  | PHK Krylja Sowetow Moskau           |
| 28 | Sergei Toltschinski   | F   | Russland           | HK ZSKA Moskau            | HK ZSKA Moskau                      |
| 29 | Wladislaw Lyssenko    | ?   | Russland           | HK Donbass Donezk         | Atlant Mytischtschi                 |
| 30 | Hampus Lindholm       | D   | Schweden           | HK Donbass Donezk         | Rögle BK (Elitserien)               |
| 31 | Tomáš Rachůnek        | LW  | Tschechien         | HC Lev Prag               | HC Sparta Prag (Extraliga (Cz))     |
| 32 | Marko Daňo            | C   | Slowakei           | HC Slovan Bratislava      | HC Dukla Trenčín (Extraliga (Svk))  |

### Runde 2
| #  | Spieler           | Pos   | Nationalität | KHL-Team                 | Verein / Team                  |
| -- | ----------------- | ----- | ------------ | ------------------------ | ------------------------------ |
| 41 | Phil Baltisberger | D     | Schweiz      | HK Jugra Chanty-Mansijsk | GCK Lions (NLB)                |
| 42 | Rickard Rakell    | F     | Schweden     | HK Sibir Nowosibirsk     | Plymouth Whalers (OHL)         |
| 43 | Igor Schestjorkin | G     | Russland     | HK Spartak Moskau        |                                |
| 44 | Maxim Mamin       | C     | Russland     | HK ZSKA Moskau           | HK ZSKA Moskau                 |
| 48 | Georgs Golovkovs  | LW/RW | Lettland     | Dinamo Riga              | SK Liepājas Metalurgs          |
| 50 | Walentin Sykow    | F     | Russland     | HK ZSKA Moskau           | HK ZSKA Moskau                 |
| 51 | Tomáš Hyka junior | F     | Tschechien   | HK Spartak Moskau        | Olympiques de Gatineau (QMJHL) |
| 54 | Niklas Tikkinen   | F     | Finnland     | Metallurg Nowokusnezk    | Espoo Junior Blues             |
| 55 | Johan Gustafsson  | G     | Schweden     | Amur Chabarowsk          | Luleå HF (Elitserien)          |
| 56 | Ludvig Byström    | D     | Schweden     | Sewerstal Tscherepowez   | MODO Hockey (Elitserien)       |
| 57 | Artturi Lehkonen  | F     | Finnland     | SKA Sankt Petersburg     | KalPa Junior                   |
| 66 | Pontus Åberg      | F     | Schweden     | SKA Sankt Petersburg     | Djurgårdens IF (Elitserien)    |
| 68 | Mikko Vainonen    | D     | Finnland     | HK Donbass Donezk        | HIFK Helsinki (SM-liiga)       |
| 69 | Vojtěch Mozík     | D     | Tschechien   | HC Lev Prag              | BK Mladá Boleslav (Extraliga)  |
| 70 | Martin Réway      | LF    | Slowakei     | HC Slovan Bratislava     | HC Sparta Prag (Extraliga)     |

### Runde 3
| #   | Spieler          | Pos | Nationalität | KHL-Team               | Verein / Team            |
| --- | ---------------- | --- | ------------ | ---------------------- | ------------------------ |
| 91  | Sven Bärtschi    | F   | Schweiz      | Sewerstal Tscherepowez | Calgary Flames (NHL)     |
| 92  | Calle Andersson  | D   | Schweden     | SKA Sankt Petersburg   | Färjestad BK Junioren    |
| 94  | Nicklas Jensen   | F   | Dänemark     | Salawat Julajew Ufa    | Oshawa Generals (OHL)    |
| 98  | Anton Nekrjatsch | F   | Kasachstan   | HK Sibir Nowosibirsk   | Sibirskje Snaiperi (MHL) |
| 102 | André Burakovsky | F   | Schweden     | SKA Sankt Petersburg   | Malmö Redhawks Junioren  |

### Runde 4
| #   | Spieler             | Pos   | Nationalität       | KHL-Team               | Verein / Team                |
| --- | ------------------- | ----- | ------------------ | ---------------------- | ---------------------------- |
| 114 | Nathan MacKinnon    | F     | Kanada             | Witjas Tschechow       | Halifax Mooseheads (QMJHL)   |
| 118 | Kryszijan Chenkel   | D     | Belarus            | HK Dinamo Minsk        | HK Junost Minsk              |
| 119 | Joonas Korpisalo    | G     | Finnland           | Amur Chabarowsk        | Jokerit Helsinki Junioren    |
| 121 | Nikita Michailis    | LW    | Kasachstan         | Barys Astana           | Barys Astana                 |
| 124 | Dmitri Jermoschenko | D     | Russland/ Georgien | Ak Bars Kasan          | HK MWD Balaschicha (MHL)     |
| 125 | Fredrik Claesson    | D     | Schweden           | Sewerstal Tscherepowez | Djurgårdens IF (Elitserien)  |
| 128 | Andrei Mironow      | D     | Russland           | HK Dynamo Moskau       | HK Dynamo Moskau             |
| 129 | Jonathan Nielsen    | D     | Schweden           | SKA Sankt Petersburg   | Linköpings HC (U-20)         |
| 131 | Henri Ikonen        | F     | Finnland           | HK Donbass Donezk      | KalPa Kuopio (SM-liiga)      |
| 133 | Matej Paulovič      | LW/RW | Slowakei           | HC Slovan Bratislava   | Färjestad BK (J20 SuperElit) |

### Runde 5
| #   | Spieler           | Pos | Nationalität       | KHL-Team                  | Verein / Team             |
| --- | ----------------- | --- | ------------------ | ------------------------- | ------------------------- |
| 137 | Vincent Trocheck  | F   | Vereinigte Staaten | Witjas Tschechow          | Saginaw Spirit (OHL)      |
| 140 | Wilhelm Westlund  | D   | Schweden           | HK Metallurg Magnitogorsk | Färjestad BK (Elitserien) |
| 141 | Shane Prince      | F   | Vereinigte Staaten | Witjas Tschechow          | Ottawa 67’s (OHL)         |
| 142 | Wiktor Sacharow   | F   | Ukraine            | HK ZSKA Moskau            | HK Sokol Kiew (PHL)       |
| 145 | Ville Husso       | G   | Finnland           | Metallurg Nowokusnezk     | HIFK Helsinki (U-20)      |
| 151 | Max Friberg       | F   | Schweden           | Metallurg Nowokusnezk     | Timrå IK (Elitserien)     |
| 164 | Spencer Humphries | D   | Kanada             | HK Traktor Tscheljabinsk  | Calgary Hitmen (WHL)      |